# 1422
1422 (MCDXXII) var ett normalår som började en torsdag i den julianska kalendern.

## Händelser

### Augusti
- 31 augusti – Vid Henrik V:s död efterträds han som kung av England och herre över Irland av sin nio månader gamle son Henrik VI.

### September
- 15 september – Karl Knutsson (Bonde) framträder för första gången som agerande i ett dokument.

### Oktober
- 21 oktober – Vid Karl VI:s död utropas hans son Karl VII till kung av Frankrike i Bourges, medan den nytillträdde engelske kungen Henrik VI utropas till kung av Frankrike i Paris.

### Okänt datum
- Hansan proklamerar blockad mot all handel med de nordiska länderna, vilket Erik av Pommern besvarar med att spärra av Öresund.
- För att råda bot på Kalmarunionens dåliga ekonomi låter Erik prägla kopparmynt, som skall ha samma värde som silvermynten, vilket Hansan klagar över.
- I en köpstadsförordning förbjuds handelsidkande på landsbygden i Sverige, för att man vill få in mera skatt, genom att koncentrera handeln till städerna.
- Sverige drabbas på nytt av pesten.
- Förbjudna staden i Beijing står färdig och tas i bruk.
- Belägringen av Konstantinopel (1422).

## Födda
- William Caxton, Englands förste boktryckare.

## Avlidna
- 31 augusti – Henrik V, kung av England och herre över Irland sedan 1413.
- 21 oktober – Karl VI, kung av Frankrike sedan 1380.